# Anna Dánská
Anna Dánská (14. prosince 1574 Skanderborg – 4. března 1619 Londýn) byla rodem dánská princezna a jako manželka Jakuba I. Stuarta skotská, anglická a irská královna.

## Život
Narodila v roce 1574 na zámku Skanderborg v Dánsku jako druhé dítě a druhá dcera ze sedmi potomků dánského krále Frederika II. a jeho manželky Žofie Meklenburské. Její otec po první dceři očekával narození syna a své manželce činil po slehnutí velké výčitky za narození dcery.
O Anninu ruku se ucházeli četní nápadníci, neboť dánský dvůr platil za velmi zámožný a u nevěsty se očekávalo velké věno. Annina matka se rozhodla pro mladého skotského krále Jakuba I. Nevěsta měla jako věno přinést Shetlandy a Orkneje. Oficiální svatební smlouva byla uzavřena na skotském vyslanectví v červnu roku 1589.
20. srpna téhož roku se patnáctiletá Anna provdala na zámku Kronborg v Dánsku podle luteránského ritu, v zastoupení nepřítomného ženicha byl lord Keith. Homosexuální sklony budoucího manžela byly Anně zatajeny. Dva týdny nato vyplula královna s flotilou čtyř lodí do Skotska, bouře ji však zahnala k norskému pobřeží, kam posléze dorazil i Jakub a pár byl oddán znovu 23. listopadu 1589 v biskupském paláci v norském Oslo. První týdny manželství strávil pár v Kodani a byl si velmi nakloněn. Třetí svatební obřad se konal v lednu 1590. V květnu 1590 novomanželé konečně přibyli do Skotska a zde byla Anna v Holyrood Abbey 17. května 1590 korunována skotskou královnou. Královna, jejíž jméno bylo nyní Anne, dostala zámek Dunfermline.
V počátečním období manželství si byli manželé velmi blízcí, tyto dobré vztahy však neměly dlouhého trvání. K odcizení vedlo především to, že Annin prvorozený syn byl předán do péče Lordu a Lady Carr. Anna byla luteránka, ale po svatbě přestoupila na katolickou víru (jež byla v presbyteriánském Skotsku velmi nepopulární) a když se Jakub stal v roce 1603 anglickým králem, znamenalo to pro něj nepříjemné postavení. Její extravagance způsobila, že měla v nové vlasti stále více nepřátel. V letech 1593 až 1595 měl Jakub vztah s Annou Murrayovou, kterou označoval za svou milenku.

## V Anglii
Po smrti Alžběty I. v roce 1603 se stal Jakub kromě králem Skotska i králem Anglie a Irska. Ještě v tomtéž roce přesídlil královský pár do Londýna, kvůli morové epidemii však musel hlavní město opustit a korunovační obřady byly odloženy; korunovace obou se uskutečnila až 25. července 1603 ve Westminsterském opatství.
Anna měla zálibu v nákladných šatech a špercích, čímž značně zvyšovala náklady dvora. Tato rozhazovačnost stále více zadlužené Anny poškozovala Jakubovu pověst. Po roce 1606 žili královna a její manžel odděleně. Její politický vliv v Anglii byl bezvýznamný, třebaže podporovala projekt španělského sňatku korunního prince Jindřicha; při své cestě do Skotska v roce 1617 ji Jakub učinil regentkou Anglie.

## Potomci

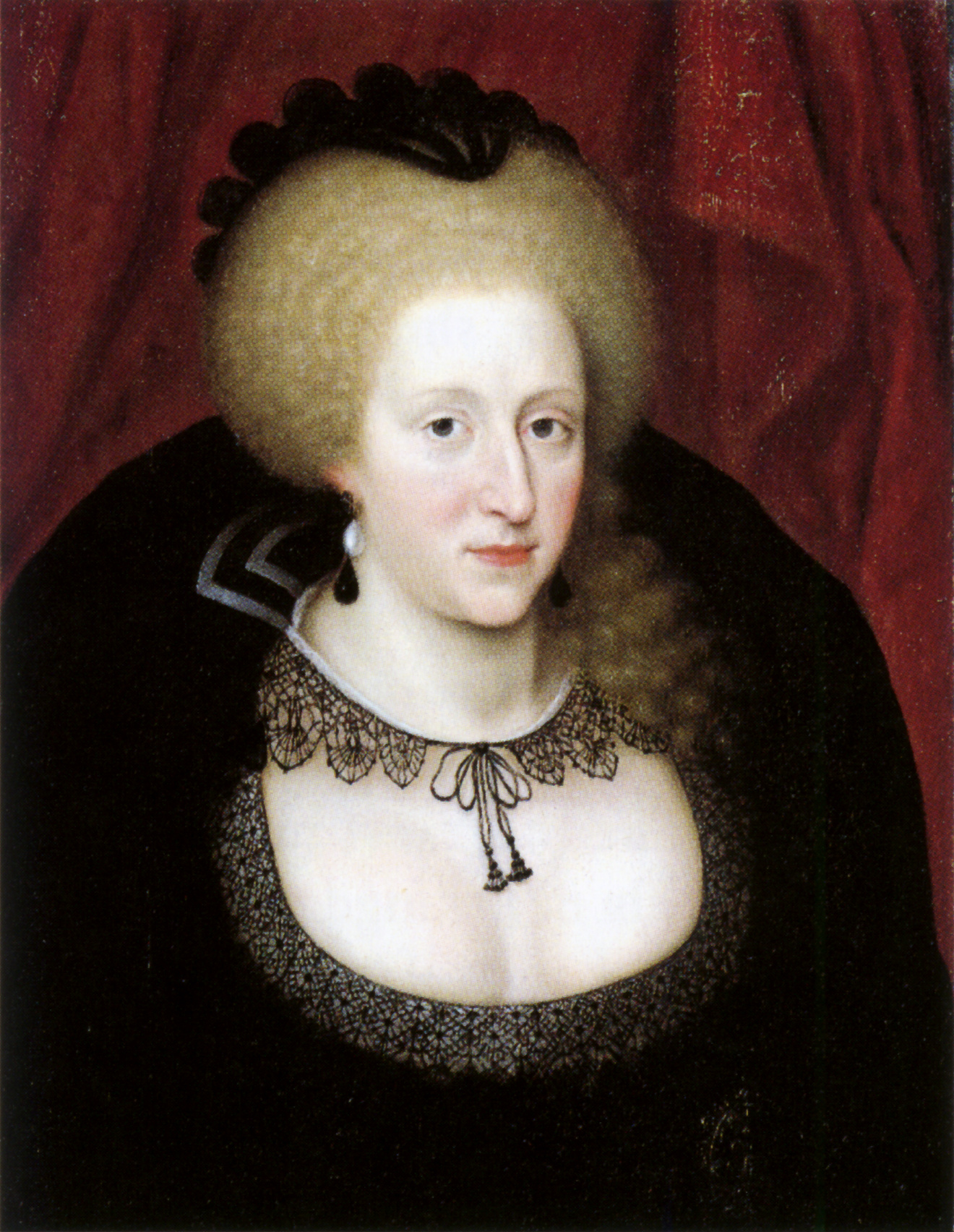
Anna ve smutku po smrti svého nejstaršího syna (1612)

Z manželství Anny a Jakuba vzešlo 9 potomků, z nichž však pouze tři se dožili dospělosti.
- Jindřich Frederik (19. února 1594 – 6. listopadu 1612), princ z Walesu, vévoda z Cornwallu a Rothesay, hrabě Carrick a Lord ostrovů, zemřel na břišní tyfus, svobodný a bezdětný
- bezejmenný syn (*/† 1595)
- Alžběta (19. srpna 1596 – 13. února 1662), ⚭ 1613 Fridrich Falcký (26. srpna 1596 – 29. listopadu 1632), král český v letech 1619–1620, falckrabě Rýnské Falce, císařský kurfiřt, vévoda bavorský, markrabě moravský, vévoda slezský a markrabě obojí Lužice
- Markéta (24. prosince 1598 – březen 1600)
- Karel (19. listopadu 1600 – 30. ledna 1649), jako Karel I. Stuart král Anglie, Skotska a Irska od roku 1625 až do své smrti, ⚭ 1625 Henrietta Marie Bourbonská (25. listopadu 1609 – 10. září 1669)
- Robert (18. ledna 1602 – 27. května 1602), vévoda z Kintyre a Lorne
- bezejmenný syn (*/† 10. května 1603)
- Marie (8. dubna 1605 – 16. září 1607)
- Žofie (*/† 1606)

Kromě toho prodělala Anna ještě několik dalších těhotenství, jež skončila potratem. Za největší neštěstí je nicméně považována smrt nejstaršího syna Jindřicha, velmi nadějného mladíka, jenž ve věku 18 let zemřel na tyfus; otcův trůn tak zdědil teprve třetí potomek, Karel.
V roce 1616 byl ještě pro Annu navržen Queen’s House ale po několika letech špatného zdraví a četných léčebných pobytů v lázních Anna zemřela 4. března 1619 na vodnatelnost ve věku 44 let v Hampton Court Palace. Pochována byla ve Westminsterském opatství.

## Vývod z předků
|               |                                     |  |                         |                                        |  |  |  |  |  |  |  | Kristián I. Dánský |
|               |                                     |  |                         |                                        |  |  |  |  |  |  |  |                    |
|               | Frederik I. Dánský                  |  |                         |                                        |  |  |  |  |  |  |  |                    |
|               |                                     |  |                         |                                        |  |  |  |  |  |  |  |                    |
|               |                                     |  |                         | Dorotea Braniborská                    |  |  |  |  |  |  |  |                    |
|               |                                     |  |                         |                                        |  |  |  |  |  |  |  |                    |
|               | Kristián III. Dánský                |  |                         |                                        |  |  |  |  |  |  |  |                    |
|               |                                     |  |                         |                                        |  |  |  |  |  |  |  |                    |
|               |                                     |  |                         | Jan Cicero Braniborský                 |  |  |  |  |  |  |  |                    |
|               |                                     |  |                         |                                        |  |  |  |  |  |  |  |                    |
|               | Anna Braniborská                    |  |                         |                                        |  |  |  |  |  |  |  |                    |
|               |                                     |  |                         |                                        |  |  |  |  |  |  |  |                    |
|               |                                     |  |                         | Markéta Saská                          |  |  |  |  |  |  |  |                    |
|               |                                     |  |                         |                                        |  |  |  |  |  |  |  |                    |
|               | Frederik II. Dánský                 |  |                         |                                        |  |  |  |  |  |  |  |                    |
|               |                                     |  |                         |                                        |  |  |  |  |  |  |  |                    |
|               |                                     |  |                         | Jan V. Sasko-Lauenburský               |  |  |  |  |  |  |  |                    |
|               |                                     |  |                         |                                        |  |  |  |  |  |  |  |                    |
|               | Magnus I. Sasko-Lauenburský         |  |                         |                                        |  |  |  |  |  |  |  |                    |
|               |                                     |  |                         |                                        |  |  |  |  |  |  |  |                    |
|               |                                     |  |                         | Dorotea Braniborská                    |  |  |  |  |  |  |  |                    |
|               |                                     |  |                         |                                        |  |  |  |  |  |  |  |                    |
|               | Dorotea Sasko-Lauenburská           |  |                         |                                        |  |  |  |  |  |  |  |                    |
|               |                                     |  |                         |                                        |  |  |  |  |  |  |  |                    |
|               |                                     |  |                         | Jindřich I. Brunšvicko-Wolfenbüttelský |  |  |  |  |  |  |  |                    |
|               |                                     |  |                         |                                        |  |  |  |  |  |  |  |                    |
|               | Kateřina Brunšvicko-Wolfenbüttelská |  |                         |                                        |  |  |  |  |  |  |  |                    |
|               |                                     |  |                         |                                        |  |  |  |  |  |  |  |                    |
|               |                                     |  |                         | Kateřina Pomořanská                    |  |  |  |  |  |  |  |                    |
|               |                                     |  |                         |                                        |  |  |  |  |  |  |  |                    |
| 'Anna Dánská' |                                     |  |                         |                                        |  |  |  |  |  |  |  |                    |
|               |                                     |  |                         |                                        |  |  |  |  |  |  |  |                    |
|               |                                     |  | Magnus II. Meklenburský |                                        |  |  |  |  |  |  |  |                    |
|               |                                     |  |                         |                                        |  |  |  |  |  |  |  |                    |
|               | Albrecht VII. Meklenburský          |  |                         |                                        |  |  |  |  |  |  |  |                    |
|               |                                     |  |                         |                                        |  |  |  |  |  |  |  |                    |
|               |                                     |  |                         | Žofie Pomořanská                       |  |  |  |  |  |  |  |                    |
|               |                                     |  |                         |                                        |  |  |  |  |  |  |  |                    |
|               | Oldřich III. Meklenburský           |  |                         |                                        |  |  |  |  |  |  |  |                    |
|               |                                     |  |                         |                                        |  |  |  |  |  |  |  |                    |
|               |                                     |  |                         | Jáchym I. Nestor Braniborský           |  |  |  |  |  |  |  |                    |
|               |                                     |  |                         |                                        |  |  |  |  |  |  |  |                    |
|               | Anna Braniborská                    |  |                         |                                        |  |  |  |  |  |  |  |                    |
|               |                                     |  |                         |                                        |  |  |  |  |  |  |  |                    |
|               |                                     |  |                         | Alžběta Dánská                         |  |  |  |  |  |  |  |                    |
|               |                                     |  |                         |                                        |  |  |  |  |  |  |  |                    |
|               | Žofie Meklenburská                  |  |                         |                                        |  |  |  |  |  |  |  |                    |
|               |                                     |  |                         |                                        |  |  |  |  |  |  |  |                    |
|               |                                     |  |                         | Kristián I. Dánský                     |  |  |  |  |  |  |  |                    |
|               |                                     |  |                         |                                        |  |  |  |  |  |  |  |                    |
|               | Frederik I. Dánský                  |  |                         |                                        |  |  |  |  |  |  |  |                    |
|               |                                     |  |                         |                                        |  |  |  |  |  |  |  |                    |
|               |                                     |  |                         | Dorotea Braniborská                    |  |  |  |  |  |  |  |                    |
|               |                                     |  |                         |                                        |  |  |  |  |  |  |  |                    |
|               | Alžběta Dánská                      |  |                         |                                        |  |  |  |  |  |  |  |                    |
|               |                                     |  |                         |                                        |  |  |  |  |  |  |  |                    |
|               |                                     |  |                         | Bohuslav X. Pomořanský                 |  |  |  |  |  |  |  |                    |
|               |                                     |  |                         |                                        |  |  |  |  |  |  |  |                    |
|               | Žofie Pomořanská                    |  |                         |                                        |  |  |  |  |  |  |  |                    |
|               |                                     |  |                         |                                        |  |  |  |  |  |  |  |                    |
|               |                                     |  |                         | Anna Jagellonská                       |  |  |  |  |  |  |  |                    |
|               |                                     |  |                         |                                        |  |  |  |  |  |  |  |                    |